# Воронов, Александр Дмитриевич
Александр Дмитриевич Воронов (5 [17] февраля 1839, Грузины, Новоторжский уезд, Тверская губерния — 29 октября [10 ноября] 1883, Киев) — российский историк.

## Биография
Учился в Тверской духовной семинарии и Московской духовной академии, в которой в 1862 году окончил курс первым магистром богословия.
Был назначен преподавателем общей новой церковной истории в Киевскую духовную академию.
В 1866—1883 годах — экстраординарный профессор.
В 1877 году был удостоен степени доктора за диссертацию «Главнейшие источники для истории св. Кирилла и Мефодия» (Киев, 1887), отмеченную Уваровской премией.
Автор статей, опубликованных в «Руководстве для сельских пастырей» и «Трудах киевской духовной академии».
Редактировал «Киевские епархиальные ведомости».